# Gamløse
Gamløse er den mindste by på Orø i Isefjorden med 208 indbyggere  (2024). Fra byen sejler en færge til Hornsherred i Frederikssund Kommune.